# 絡新婦

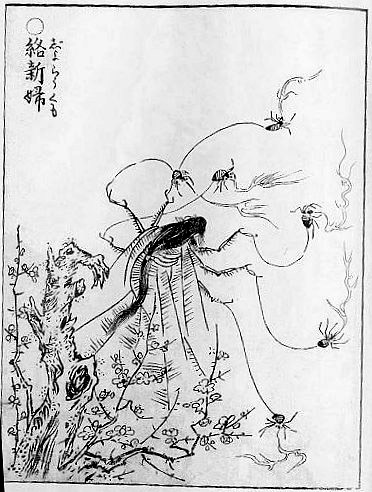
鳥山石燕『画図百鬼夜行』より「絡新婦」

絡新婦（じょろうぐも）は、日本各地に伝わる妖怪の一種。美しい女の姿に化けることが出来るとされていることから、本来の意味からの表記は「女郎蜘蛛」で、「絡新婦」は漢名を当てた熟字訓である。鳥山石燕の『画図百鬼夜行』では、火を吹く子蜘蛛達を操る蜘蛛女の姿で描かれている。

## 古文献
『太平百物語』や『宿直草』などの江戸時代の書物にも、女に化ける絡新婦の名がある。

### 『宿直草』
「急なるときも、思案あるべき事」と題し、以下のように述べられている。ある青年武士の前に19-20歳の女が子供を抱いて現れ、子供に「あれなるは父にてましますぞ。行きて抱かれよ」と言い、武士が女の正体を妖怪と見抜いて刀で斬りつけると、女は天井裏へ逃げ込んだ。翌日には天井裏に1-2尺の絡新婦が刀傷を負って死んでおり、その絡新婦に食い殺された無数の人間の死体があったという。

### 『太平百物語』

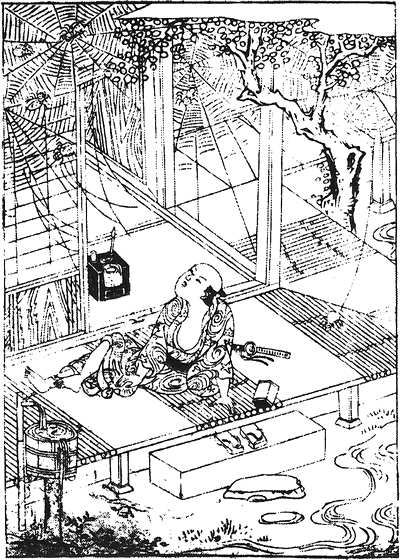
『太平百物語』より「孫六女郎蜘（じょろうぐも）にたぶらかされし事」

「孫六女郎蜘（じょろうぐも）にたぶらかされし事」と題し、以下のように述べられている。作州（現・岡山県）高田での夏、孫六という者が家の縁側でうとうとしていると、50歳代ほどの女性が現れ、自分の娘が孫六に想いを寄せていると言い、自分の屋敷へ孫六を招いた。そこには16-17歳の娘がおり、孫六に求婚した。孫六は妻がいるので断ったが、娘は「母は一昨日あなたに殺されかけたにもかかわらず、あなたのもとを訪ねたというのに、その想いを無にするのか」とすがりついた。孫六が当惑して逃げ惑っている内に屋敷は消え、自分は自宅の縁側にいた。妻が言うには、孫六は縁側で眠っていたとのことだった。夢だったかと思って周囲を見ると、小さなジョロウグモがおり、軒にはびっしりとクモの巣が張られていた。孫六は一昨日クモを追い払ったことをはっと思い出したという。

## 各地の伝承

### 伊豆市 浄蓮の滝
静岡県伊豆市の浄蓮の滝では、滝の主として絡新婦の伝説がある。ある男が滝壺のそばで休んでいると、無数の糸が脚に絡みついてきた。男がその糸を近くの木の切り株に結び付けてみると、株はメリメリと滝に引き込まれた。絡新婦が男を滝に引き込もうとしていたのである。
以来、里の人々は絡新婦を恐れてその滝に近づかなかったが、よその土地から来た木こりが事情を知らずに木を刈っていたところ、誤って愛用の斧を滝壺に落としてしまった。木こりが斧を取り戻すために滝壺に潜ると、美しい女が現れて斧を返してくれ「ここで見たことを誰にも話してはいけません」と言った。木こりは以来、言いつけを守りながらも胸に何かがつかえたような日々を送り、あるときの宴の席で、酒の勢いで一部始終を話してしまった。胸のつかえがとれた安心感で木こりは眠りこけたが、そのまま二度と目を覚ますことはなかったという。別説では、話し終えた木こりがまるで見えない糸に引かれるかのように外へ出て行き、翌日には浄蓮の滝の滝壺に死体となって浮かんでいたという。
また、この浄蓮の滝の木こりの伝承には、悲恋物語ともいうべき別説もある。それによれば木こりは滝壺で出会った女に恋をし、毎日のように滝に通うが、それにつれて体が衰弱していった。近隣の寺の和尚は「滝の主の絡新婦に取りつかれたのでは」と疑い、共に滝へ行って読経した。すると滝から木こりへと蜘蛛の糸が伸びたが、和尚が一喝すると糸は消えた。木こりは女の正体が絡新婦と知ってもなお諦めず、山の天狗に結婚の許しを得ようとしたが、天狗はそれを許さなかった。なおも木こりは諦めず、滝に向かって走った。すると彼は滝から伸びた蜘蛛の糸に絡め取られ、滝壺の中へと消えて行ったという。

### 仙台市 賢淵
絡新婦により滝に引きずり込まれそうになった人が切り株を身代りにするという伝説は各地にあるが、中でも仙台市の賢淵がよく知られる。ここの伝説では切り株が水中に引きずり込まれた後、どこからか「賢い、賢い」と声が聞こえたといい、賢淵の名はそれが由来とされる。以来、賢淵では絡新婦が水難除けの神として信仰され、現在でも「妙法蜘蛛之霊」と刻まれた記念碑や鳥居がある。
あるときに賢淵のそばに住む源兵衛という男のもとに、淵に住むウナギが美女に化けて訪れた。彼女が言うには、明日は淵の絡新婦が攻めてくるが、自分の力ではわずかに及ばないので、「源兵衛ここにいる」と声をかけて助力してほしいとのことだった。源兵衛は助力を約束したものの、いざ翌日になると怖くなり、家に閉じこもっていた。結局ウナギは絡新婦に敗れ、源兵衛も狂死してしまったという。